# Gino Rossetti
Gino Rossetti, född 7 november 1904 i La Spezia, död 16 maj 1992 i La Spezia, var en italiensk fotbollsspelare.
Han blev olympisk bronsmedaljör i fotboll vid sommarspelen 1928 i Amsterdam.